# 아이티센 엔텍
아이티센 엔텍(영어: ITCen Entec Co., Ltd.)은 대한민국 최초의 IT 서비스 기업이다. 주요 사업은 시스템통합, 네트워크 및 통신 사업, 소프트웨어 및 하드웨어 개발과 판매이다. 쌍용그룹에서 분리된 시스템 소프트웨어 개발 및 공급업체로서 1974년 12월 쌍용양회공업(주)의 종합전산실 전산팀으로 발족하여 1981년 12월 우신정보산업(주)으로 설립한 뒤 1983년 (주)쌍용컴퓨터를 거쳐 1995년 7월 지금의 상호로 변경하였으며, 2000년 4월 11일에는 IT 서비스 업계 최초로 코스닥에 상장하였다.
디지털 컨버전스 기술의 발전에 발맞춰 방송 미디어, 텔레콤, 네트워크 통합 등 중점사업 부문의 유기적인 연계성을 십분 활용한 컨버전스 사업 부문과 전통적 강세를 보여온 스포츠, 국방, 공공 등 특화 사업 부문에 회사의 역량을 집중하고 있다.
2002년 ‘한•일 월드컵대회’와 ‘부산 아시안게임’, 2006년 ‘카타르 도하 아시안게임’ ‘카자흐스탄 동계아시안게임',‘2014년 인천아시안게임 대회종합정보시스템 구축을 위한 상세 설계 용역’, ‘2015 광주하계 유니버시아드 대회운영통합시스템 구축을 위한 정보화 전략 계획 수립’,2014년 인천아시안게임 대회종합정보시스템','세계군인체육대회 종합정보시스템'인천 프로젝트를 수행하였다. 이를 바탕으로 지난해 스포츠 IT서비스의 해외수출에 기여한 공로로 ‘7천만 불 수출의 탑’을 수상하였다.
국방 IT서비스 부문에서는 2005년 7월 완료한 ‘육군과학화 전투훈련장(KCTC) 대대급 체계구축사업’, ‘육군과학화 전투훈련단 중앙통제 장비체계 체계개발사업’을 컨소시엄 형태로 수주하여 수행 중에 있다.
공공부문에서는 ‘댐유역 하수도 관리센터 시범구축 사업’ 및 ‘대청댐, 남강댐 상류 하수도시설 프로젝트’를 수행하고, 이를 발판으로 ‘SOC통합 관리시스템’ 시장 진출을 본격화 하고 있다.
본사는 경기도 과천시 과천대로12길 117 (갈현동, 과천펜타원)에 있고, 부산, 대구, 대전에 지사를 두고 있다. 2011년 기준 약 2223억 원의 연 매출을 시현하였고, 임직원 390명의 IT 서비스 기업으로 성장하였다. 2020년 2월 IT업체 아이티센이 사모펀드 한앤컴퍼니로부터 인수하였다.

## 연혁
- 1981년: 우신정보산업(주) 설립
- 1983년: 쌍용컴퓨터(주)로 사명 변경
- 1995년: 쌍용정보통신(주)로 사명변경
- 2004년: 쌍용정보기술(주) 설립
- 2017년 4월: 최대주주변경 (쌍용양회공업(주) → 한앤코시멘트홀딩스(유))
- 2020년: 아이티센 계열사 편입
- 2024년: 아이티센 엔텍(주)로 사명 변경

## CI
|                 |
| 1981년 ~ 1983년 |

|        |
| 1983년 |

|                 |
| 1983년 ~ 1989년 |

|                 |
| 1989년 ~ 1995년 |

|                 |
| 1995년 ~ 2024년 |

## 같이 보기
- 쌍용그룹
- 정보통신
- IT